# Pověsti z Českého ráje
Tento článek publikuje pověsti, které hovoří o hradech a zámcích na území Českého ráje. Jelikož se Český ráj nachází na území tří krajů: Královéhradeckého, Libereckého a Středočeského, zaměřuje se následující text právě na první zmíněnou oblast – Královéhradecko. Toto území se pojí s mnohými příběhy, které jsou částečně založeny na pravdě. Pověst je totiž dějový útvar lidové slovesnosti s reálným základem. Přímo o městě Hradci Králové pojednávají Královéhradecké pověsti.

## Valdštejn
Hrad Valdštejn je považován za nejstarší z Českého ráje a nachází se poblíž Turnova. Údajně byl založen v polovině 13. století Jaroslavem z Hruštice, a od té doby nese rysy gotické stavby. Svůj název „Valdštejn“ je totožný s rodem Valdštejnů, kteří zde sídlili 100 let. Dalšími majiteli se stali páni z Vartenberka a objektem zájmu byl i za husitů. Následovalo nestabilní období, kdy se střídali různí majitelé a hrad chátral. Roku 1550 zde dokonce vypukl požár. Ze zřícenin se stalo romantické místo, které navštěvovali poutníci.
Právě o návštěvě jednoho z poutníků vypráví jedna z pověstí. Tento poutník se zde setkal s mužem ve věku asi padesáti let, jak se kochá krajinou, a přitom si prozpěvoval. Byl to Václav Karel Holan. Údajně žil na Valdštejně jako poustevník a během tohoto setkání se poutníkovi rozvyprávěl o svém životě: o svých studiích na jezuitské koleji nebo o svém působení Turnově coby varhaník. Ve svých 24 letech však zmizel z rodného kraje – propad hudbě a toulal se světem. Kromě Prahy navštívil také Řím a na konci života se vrátil opět na Turnovsko a usídlil se na hradě Valdštejně.
Na hradě se dříve nacházel zajímavý obraz umístěný v kapličce s mřížovými dveřmi, který znázorňuje sv. Jana Křtitele. Traduje se, že se jedná o jedinou podobu Karla Hynka Máchy, která existuje. Zhotovil ji roku 1837 František Mašek.

## Kost
Původ hradu se datuje do 14. století, a i zde působil rod Vartenberků – jsou zakladateli hradu. Dominantním rysem je vysoká kamenná věž, které měla převážně obrannou funkci. Kromě pánů z Rožmitálu či z Lobkovic byl majitelem hradu na krátkou chvíli také Albrecht z Valdštejna. Dnes se jedná o jeden nejlépe zachovaných gotických hradů středověku a patří rodu Kinský dal Borgo.
Se zmíněným rodem Lobkoviců se pojí první pověst. Pokorný Oldřich Felix z Lobkovic byl vzorem křesťana. Po smrti si dokonce přál být uložen do dřevěné rakve v prostém oděvu. Tuto rakev mělo nést do hrobu 60 chudých. Své rozhodnutí odůvodnil takto: „Místo jsem sobě obral, abych ležel v sínci, nebo vím, že mé tělo není hodno v kostele ležeti pro mé velké hříchy."
Po Valdštejnovi hrad ovládli Černínové, to nastala krušná doba pro hrad Kost, jak dokládá další pověst: „Podle zprávy a prohlídky vojenského císařského inženýra Pieroniho mělo být v Čechách zbořeno několik hradů, které by mohli sloužit nepříteli za útulek.“ Na seznam hradů k demolici se řadila také Kost, která už v té době nebyla nedobytnou pevností. Navíc měla nevýhodnou pozici – ležela mezi horami, také mohla být velmi snadno obstřelována z kopců kolem. Následovalo vyšetřování, zda bude prospěchem tento hrad zbořit. Generál vachmistr Lacron pak nařídil, aby se bourání odložilo. Celá záležitost se tak prý odložila na neurčito a hrad stojí dodnes.
A jak vzniklo zvláštní pojmenování hradu? Jméno Kost, „žádný kronikář nepotvrzuje“ , přes to o něm pověsti vyprávějí. Vzniklo v době, kdy husité hrad obléhali – snažili se ho vyhladovět. Zásoby na hradě docházeli, ale jeden ze zdejších zbrojnošů vymyslel lest: snažil se husity zmást tím, že jim doloží, že mají všeho dost. Od hejtmana dostal povolení, aby k tomu účelu použil kančí hlavu a soudek vína. Právě tyto poslední zásoby husitům věnoval, se slovy, že se na hradě koná hostina. Ujistil je také, že potravin je na hradě ještě dost. Poté, co se to dozvěděl Jan Žižka, nařídil vojsku se stáhnout a nevyčerpávat dál své síly. Na hrad pak z dáli pohlédl se slovy: „Hrad je tvrdý jako kost – a kost, ta patří jen psu.“ Od té doby se hrad nazývá Kost a majitel hradu převzal do svého erbu kančí hlavu. Tento znak převzalo také město Sobotka.

## Humprecht
Kromě hradů, se v Českém ráji nachází zámek s názvem Humprecht, poblíž města Sobotky. Název je odvozen od Humprechta Jana Černína z Chudenic, italského velvyslance, který si jej nechal vybudovat jako své letní sídlo. Následující majitelé se na zámku vystřídali, ale ani jeden nezabránil tomu, aby zámek nechátral dál. Restaurován byl až v druhé polovině 20. století.
Pověst vypráví o největším rozkvětu zámku, a to v době jeho budování. Popisuje, jak mladý Jan Humprecht cestoval. Během tohoto putování potkal šlechtičnu Dianu, se kterou se rozhodl se oženit. Napsal tak dopis své starostlivé matce. Tento vzkaz ji však zarmoutil, předpokládala totiž, že se s ní syn o budoucí nevěstě poradí, navíc nebyla spokojena s tím, že jde o cizinku. Pověst nehovoří o tom, jak se spolu snacha s tchyní dorozuměly, ovšem nedlouho po svatbě Humprechtova matka zemřela.
Po několika letech od matčiny smrti došlo ke stavbě zámečku – cílem bylo vybudovat letní sídlo, které se mělo inspirovat italským uměním. Za architekta byl vybrán Carlo Lurago. Nedaleko od dnešního sídla se nacházel také hrad Kost, ale ten Humprecht považoval za chmurný a nepohodlný – chtěl úplný opak. Po dostavbě se pak Humprecht i s manželkou Dianou kochali z nově vystavěného zámku do okolní krajiny. Tak se krása benátského zámečku přenesla také do české krajiny. Některé zdroje také uvádějí, že kromě italské krajiny zámek zobrazoval také exotické motivy tureckého prostředí, kam se Humprecht dostal, když s Turky ujednával mír.

## Veliš
Zřícenina hradu Veliš stojí na stejnojmenném kopci Veliš nedaleko města Jičín. Hrad zřejmě založil český král Václav II. První zmínka o něm ale pochází až z roku 1316. Během své existence měl několik majitelů, mezi ty nejslavnější patřil například Jiří z Poděbrad, Albrecht z Valdštejna , rod Šliků či Trčků z Lípy. Měl velký význam pro husitské hnutí, od roku 1500 zde byla uchovávána Basilejská kompaktáta. Právě v dobách husitských na Velíši panoval pan Čeněk Veselský z Vartenberka, který byl nejdříve na straně husitské, pak se k nim ale obrátil zády a byl poražen Janem Žižkou. Po Čeňkovi držel hrad například i jeho syn Jindřich z Vartenberka. V roce 1658 habsburská vláda rozhodla zbořit některá pevná místa v Čechách, aby je nemohl zneužít nepřítel, volba padla bohužel právě na hrad Velíš,který byl zbourán o dvacet let později. Z jednoho nejvýznamnějších královských hradů ve Východních Čechách zbyly dnes už jen trosky, z důvodu těžby čediče, zbytky lomu jsou zde dodnes patrné.
Nebudeme zde uvádět další historický vývoj hradu, ani výčet jeho majitelů. Přiblížíme si pověst, která se ke kopci a hradu vztahuje. Kdysi bylo okolí Velíše porostlé hustými lesy, které byly plné zvěře a loupežníků. Místní kníže ale miloval lov a nedbal rad, že se v lesích loupežníci nacházejí. Jednou se při lovu ztratil své družině. Loupežníci ho chytli, přivázali ke stromu a jeden na něj střílel šípy. V tom se kníže začal modlit ke svatému Václavovi, ten svým stínem zadržel smrtící šíp, který spadl na zem. Jeden z lupičů vytál meč, a zeptal se svého náčelníka: „Pane, mám ho stít“ Velíš tak?“ Kníže se znovu modlil k Václavovi, lupič s mečem padl k zemi. Práv v tu chvíli se tam objevila knížecí družina a loupežníky porazila.  Na počest Sv. Václava zde kníže nechal postavit kapličku. A hrad dal pojmenovat Velíš, podle slov onoho lupiče.
K hradu Velíši se vztahuje ještě jedna pověst, která se vztahuje k době, kdy na Velíši vládli páni Trčkové. Mladý rytíř Trčka ml zde nevěstu, bojoval kdesi u Prahy s králem, kterému ukradl poklad a kryl ho na Velíši. Když na to král přišel, vydala se jeho družina na hrad. Mladému Trčkovi se podařilo z hradu uprchnout tajnou chodbou, musel zde ale nechat svou nevěstu. Trčka se stal uprchlíkem, jednoho dne ho našli oběšeného. Poklad se ale nikdy nenašel, traduje se, že ho do dnes hlídá ohnivý pes.

## Pařez
Zřícenina hradu Pařez se nachází v Prachovských skalách nedaleko Jičína. Pařez byl kombinací zděného a skalního hradu. První zmínka o hradu a jeho majiteli Janovi z Pařezu pochází z roku 1403, hrad vznikl pravděpodobně již dříve. Neměl ale moc dlouhého trvání, poničen byl již za husitských válek. O hradu se zachovalo minimum písemných památek, proto má pro jeho poznání a pravděpodobnou podobu velký význam archeologický výzkum.
Hrad Pařez prý nese název podle svého tvaru, který Pařez připomíná. Nachází se ve skále, kterou místní nazývají Matoušův hrad nebo Husí nůžka. Dnes z hradu zbyly jen dva sklepy. Po zaniknutí hradu se jeho prostory staly útočištěm pro chudáky či loupežníky. Pověst vypráví, že hrad byl dobyt Janem Žižkou, poté, co Žižka porazil Čeňka z Vartenberka u Hořic který byl pánem na Velíši.

## Pecka
Zřícenina hradu Pecka pochází ze 14. století, první písemná památka se o něm zmiňuje v roce 1322. Majitelem v té době byl Budivoj z Pecky. Hrad byl zbudován k ochraně zemské hranice a zlatých dolů u nedaleké obce Stupná. Kolem hradu byl voní příkop a měl dvě obranné věže a obytný palác. Jedním z nejznámějších držitelů hradu byl Lev z Rožmitálu nebo Mikuláš Hořický z Hořic jenž byl hofmistrem králem Jiřího z Poděbrad dále pak Kryštof Harant z Polžic a Bezdružic. Albrecht z Valdštejna však Kryštofa zajal a daroval hrad kartuziánskému řádu. Dnes je z hradu pouze zřícenina, protože v roce 1830 vyhořel.
Již jsme se zmiňovali o Kryštofu Harantu z Polžic a Bezdružic, ten získal Pecku sňatkem v roce 1603 s Barborou Miřkovskou z Tropčic, jejich dcera Rozina byla pokřtěna vodou z Jordánu, kterou si Kryštof Harant přivezl ze Svaté země. Na hradě se nachází památná místnost, Veselka, ve které prý místní při obléhání kdysi veselou svatbu, aby nepřítele zmátli, ti pak odtáhli s poznámkou: „Bratří, táhněme raději odtud, na téhle pecce bychom si vylámali zuby!“
K Pecce se vztahují i další pověsti. Kdysi sídlila na hoře Tábor u Lomnice zlá černokněžka, kterou nebylo radno poštvat si proti sobě. Dvě ženy jí občas chodily prát prádlo. Měli ale zakázáno vkročit do její chatrče. Jednoho dne jí šli zase sloužit a prát zatímco ona byla pryč. Přinesly si sebou jídlo, protože se domnívali, že ona by jim ni nedala. Černokněžka jejich rozhovor vyslechla, vběhla mezi ně, jedné vtrhla z ruky kost a hodila ji na západ, tam vznikl později hrad Kost. Druhé sebrala z ruky pecku a hodila ji na východ, tam později vznikl hrad Pecka. Místo platu dostali pradleny od černokněžky hrst březového lupení, doma se jim ale přeměnilo na zlato. Vrátily se ženy na kopec, aby jí poděkovalo, její chatrč ale byla pryč.
Už jsme se dozvěděli, že hrad Pecka vzniknul přičiněním Černokněžky. Na Pecce bydlel pán, který měl tvrz jen ze dřeva a záviděl ostatním, ale na stavbu kamenného či zděného hradu neměl peníze. Uvažoval, že by si nechal pomoci od čerta, ale nevěděl, jak na to. Až se mu jedné noci během bouřky zjevil. Pán se mu měl upsat vlastní krví, neuvěřil čertovi, že stavbu dokončí za jedinou noc, upsal se mu tedy tělem i duší. Když druhého dne stavba započala, teprve si pán uvědomil, komu se upsal a začal se vroucně modlit k Bohu. Služebník Lucipera ale nedonesl poslední dávku kamení včas a cele dílo se propadlo, pán byl zachráněn. Onen čert pak musel za trest sloužit na zemi v jednom mlýně.

## Věž Jičín
První písemná zmínka o Věži Jičín, druhé nejstarší dochované stavbě v Jičíně (po kostelu Sv. Ignáce Archivováno 16. 7. 2020 na Wayback Machine.), v historických pramenech zvané prostě "Věž", se nachází v listině Mikuláše staršího Trčky z Lípy vydané 6. července 1502. Byla vystavěna na hrázi rybníka Kníže, nad tokem řeky Cidliny, která ji napájela vodou. Roku 1543 byla původně dřevěná stavba přestavěna do současné renesanční podoby. Věž je nemovitou kulturní památkou zapsanou v Ústředním seznamu kulturních památek České republiky pod číslem rejstříku 45094/6-1097.
K Věži se vztahuje pověst "O smilném Janovi". Za Valdštejnových časů se ve Věži po setmění scházela vnadná rychtářovic dcera Anděla s urostlým katovským pacholkem Janem. Když jedné noci rychtář zjistil, že jeho dcera potají z domu vychází, vydal se skrytě za ní. Ve zdejším sklepení pak oba milence přistihl, "kterak spolu zprudka koštovali". Zhrzený otec jediným úderem rychtářského práva srazil Jana k zemi a bezvládné jeho tělo svrhl do sklepní studny. Neřestnou dceru hned druhého dne odvezl do ženského kláštera v Chotěšově. Po čase ji, údajně již polepšenou přísnou výchovou premonstrátek, dobře provdal za obchodníka se suknem z Mladé Boleslavi. Avšak duch smilného Jana údajně ve studni stále přebývá. Za klokotavého sténání vyplavuje sklep studniční vodou ve snaze smýt svou vinu a dojít tak věčného klidu.
Je skutečností, že k záhadnému zaplavování sklepa ještě donedávna docházelo. Naposledy nastalo v letech 2012 a 2013, kdy hladina vody vystoupala až do výše 82 cm. Při poslední přestavbě proto bylo do studny zapuštěno výkonné samočinné čerpadlo a zřízen odtokový kanál, jenž účinně brání dalším nadpřirozeným vzedmutím vodní hladiny.